# Gong Jin'ou
La canción "Sea firme y estable la Copa de Oro" (Chino tradicional: 鞏金甌, pinyin: Gǒng Jīn'ōu) fue adoptada por la dinastía Qing el 4 de octubre de 1911 y fue el primer himno nacional oficial usado por la nación China. El título habla sobre la estabilidad de la "copa de oro", la representación material del Imperio.
Se mantuvo como himno nacional hasta 1912, con la caída de la dinastía Qing en la Revolución de Xinhai.

## Título
"Jin'Ou" (金甌) era una copa dorada y simbolizaba al "País indestructible". El emperador Qing usaba este tipo de copas para rituales. Además que tenía perlas y gemas incrustadas. Oficialmente era conocida como la "Copa del Sólido Oro Eterno" (jin'ou yonggu bei 金瓯永固杯) y "Gong" (鞏) significaba "Consolidar" o "Establecer" por lo que el título completo de la canción podría traducirse como "Solidificando nuestro poder sobre la Copa de Oro" (O más entendible "Solidificando nuestro poder sobre China").
Yan Fu, quien escribió la letra tradujo el título y primer verso como "Sea firme y estable la Copa de Oro".

## La Historia de fondo
Las dinastías imperiales chinas usaban música para varias ceremonias, pero nunca China había tenido un himno que representase a la nación. Aun así para finales de 1800, el Imperio del Gran Qing estuvo en contacto reiteradas veces con países occidentales, los que necesitaban un himno nacional por protocolo.
Diplomáticos Qing fueron los primeros que sugirieron adoptar un himno nacional. Zeng Jize (Tseng Chi-Tsé) fue un diplomático Qing en Francia, el Reino Unido y Rusia durante muchos años desde 1878. Durante 1880 él compuso una canción llamada "Pu Tian Yue" (Pu Tien Yué) para que sea interpretada como el himno nacional chino durante las ceremonias y le sugirió a la corte imperial para que sea adoptado oficialmente. Pero la corte rechazó la propuesta. La letra de la canción está perdida hasta estos días.
Cuando Li Hongzhang (Li Hong-Cháng) visitó la Europa Occidental y el Imperio Ruso en 1896 como un enviado especial encargado de aprender sobre los europeos y sus instituciones después de la guerra Sino-Japonesa de 1885, decidió que China necesitaba urgente un himno nacional. Él se encargó de adaptar la música usada en la corte y un poema de la Dinastía Tang para su propósito esperando mejor resultado que el "no" que recibió la canción de Zeng Jize. A su vuelta a China, le presentó el resultado a la Corte Imperial, la cual volvió a decir que no. La canción pasaría a ser conocida como "La Canción de Li Zhongtang". (Li Hongzhang a veces era llamado Li Zhongtang).
Otra canción que falló en su misión de convertirse en himno nacional para el Imperio del Gran Qing fue escrita en 1906 por la facción Beiyang del Ejército Imperial titulada "Alaben a la Bandera del Dragón", poseía la misma melodía que la canción compuesta por Li Hongzhang, pero diferente letra.
Una versión china del himno japonés "Kimigayo" fue utilizada por algunos jóvenes en las escuelas que enseñaban ciencia e ingeniería europea.
La versión china decía "Para unificar los antiguos territorios, nuestro antiguo país asiático de cuatro mil años llora por los Judíos, los Hindúes y los Polacos. Leyendo la historia de quienes han perdido su país, ¡Se estremecen nuestros corazones!"
Aunque la mayoría rechazaba esta letra, la que terminó siendo impopular y se consideraba muy vulgar para ser un himno nacional.

## Música
La persona que se encargó de componer la música para el poema de Yan Fu fue Putong, un miembro de la familia imperial. Creó la canción basándose en la música que fue utilizada siglos antes por el Emperador Kangxi (Kang-Sí).

## Letra
La letra compuesta por Yan Fu está en chino clásico.
| Chino tradicional                                                              | Chino simplificado                                                             | Xiao'erjing                                                                            | Pinyin | Traducción al español |
| ------------------------------------------------------------------------------ | ------------------------------------------------------------------------------ | -------------------------------------------------------------------------------------- | --- | --- |
| 鞏金甌 承天幬 民物欣鳧藻 喜同袍 清時幸遭。 眞熈皞 帝國蒼穹保。 天高高 海滔滔。 | 巩金瓯 承天帱 民物欣凫藻 喜同袍。 清时幸遭 真熙皞 帝国苍穹保。 天高高 海滔滔。 | قوْ دٍعِوْ ،چعْ تِيًا چِوْ ،مٍوٗ سٍ فٗذوَْ ،سِ توْ پوَْ .ٿٍْ شِ ٽٍْذَوْ ،جٍ سِ ھَوْ .دِقٗوَع ڞْاٿْو بَوْ ،تِيًا قَوْقَوْ .ھَیْ تَوْتَوْ | Gǒng jīn'ōu chéng tiān chóu mín wù xīn fú zǎo xǐ tóngpāo Qīng shí xìng zāo. Zhēn xī hào dìguó cāngqióng bǎo. Tiān gāo gāo hǎi tāotāo. | Sea firme y estable la Copa de Oro, bajo el Mandato del Cielo toda la Civilización dejará de Sufrir y se unirá en felicidad y alegría mientras la bondad gobierne. Nuestro imperio ha sido iluminado y nuestras fronteras son extensas e impenetrables. El Cielo es muy alto y el mar es muy turbulento. |

En la segunda línea "Tian Chou" (天幬) (literalmente el "Canope del Cielo") se refería al Mandato del Cielo, lo que era lo que le daba legitimidad a una dinastía.
"Tongpao" (同袍) (Literalmente "Compartiendo la misma ropa") era una alusión a un verso del Clásico de Poesía. La letra del himno normalmente está mal transcrita y se pone en su lugar erróneamente Tongbao (同胞) que aunque sean pronunciados igual (Ambos suenan "Tong-Pao") significa "Camarada".
El Carácter "Qing" (清) traducido como "bondad" también es el nombre del Imperio del Gran Qing haciendo referencia a la dinastía.
Una traducción más fácil de entender en el contexto occidental sería "Sea firme y estable nuestro Imperio, bajo el mandato divino nuestra nación dejará de sufrir y se unirá en felicidad y alegría mientras reine la bondad. Nuestro Imperio ha sido iluminado y nuestras fronteras son extensas e impenetrables. El cielo es infinito y el mar es muy turbulento"

### Música
- Página con la música

- Datos: Q1142935
- Multimedia: Gong Jin'ou / Q1142935